# المدن العالمية
 المدينة العالمية  هي المدينة التي تعتبر مركز هام في النظام الاقتصادي العالمي.
أول من صاغ مصطلح «المدينة العالمية» "global city"، بدلا من المدن العملاقة "mega city"، هي عالمة الاجتماع ساسكيا ساسن في إشارة إلى لندن ونيويورك وطوكيو أثناء الدراسة التي قامت بها في عام 1991 تحت اسم المدينة العالمية، لوصف المدن التي تسيطر على قدر كبير من الصفقات التجارية العالمية.

## معايير تصنيف المدن

### الخصائص الاقتصادية

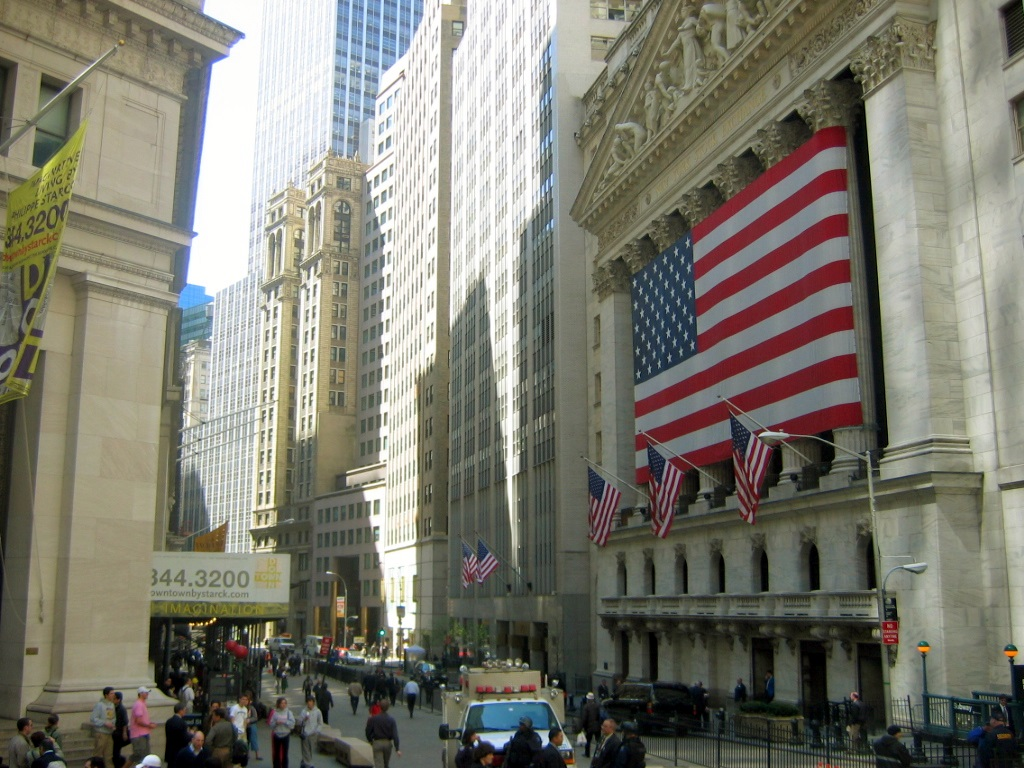
بورصة نيو يورك

- تواجد مقرات للشركات المتعددة الجنسيات - المؤسسات المالية الدولية - مكاتب المحاماة - الشركات القابضة - البورصات التي لها تأثير على الاقتصاد العالمي.
- إجمالي الناتج المحلي[2]
- مؤشرات سوق الأسهم/القيمة السوقية[3]
- توفير الخدمات المالية [4] على سبيل المثال تواجد فروع لأكبر شركات المحاسبة والمجموعات المصرفية في العالم
- تكلفة المعيشة[5] والثروات الشخصية (عدد المليارديرات)[6]

### الخصائص السياسية

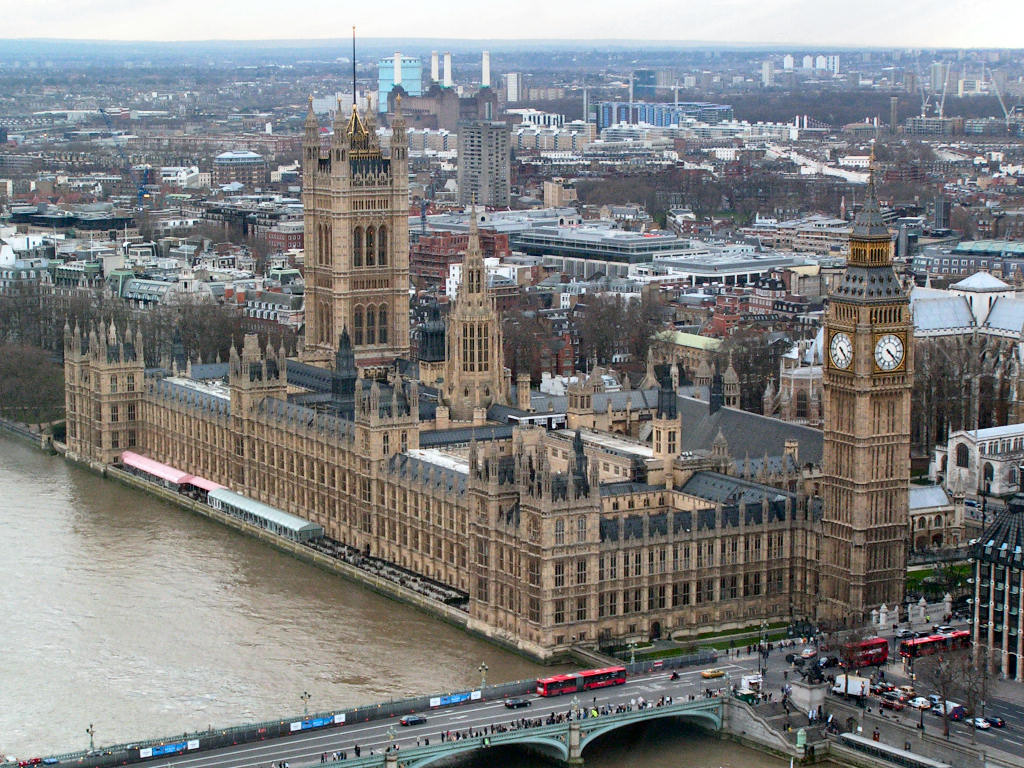
قصر وستمنستر

- المشاركة والتأثير في المناسبات الدولية والشؤون العالمية الجارية
- استضافة المقرات الرئيسية للمنظمات الدولية كالبنك الدولي والناتو
- حجم المدينة من حيث عدد السكان أو حجم التجمعات الحضرية
- التنوع الديمغرافي[7] استنادا إلى مؤشرات مختلفة:[8] السكان والمساكن[9] والمواصلات[10] ومستوي التحضر[11]
- معايير جودة المعيشة[12] ومدي تطور المدينة[13]
- المغتربين والجاليات

### الخصائص الثقافية
- مدى شهرة المدينة عالميا.

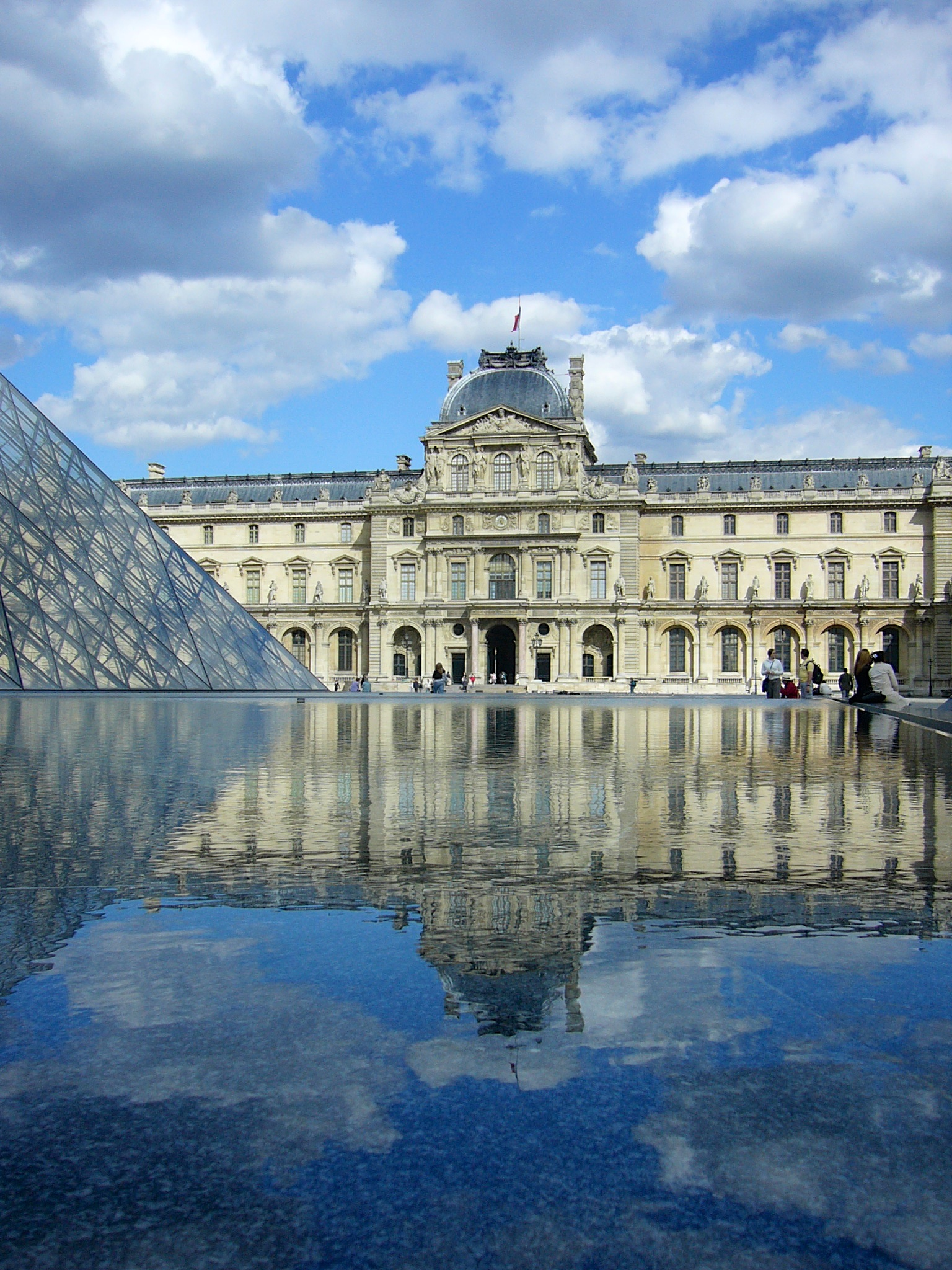
متحف اللوفر

- تواجد المؤسسات الثقافية مثل المتاحف والأوبرا والأوركسترا واستوديوهات السينما والمسارح ومهرجانات الأفلام.
- تواجد وسائل إعلام مؤثرة دوليًا مثل بي بي سي ورويترز ونيويورك تايمز ووكالة فرانس برس.
- وجود المرافق الرياضية الكبرى والقدرة والخبرة التاريخية لاستضافة الأحداث الرياضية الدولية مثل دورات الألعاب الأولمبية وكأس العالم لكرة القدم والجراند سلام.[14]
- وجود المؤسسات التعليمية كالجامعات[15] ومراكز الأبحاث
- وجود مزارات دينية.
- المدن التي تحتوي على مواقع التراث العالمي.[16]
- المدن التي تحتوي على المناطق السياحية.
- المدن التي بها مراكز للفنون والإعلام والتلفزيون والأفلام وألعاب الفيديو والموسيقى والأدب والمجلات

### البنية التحتية

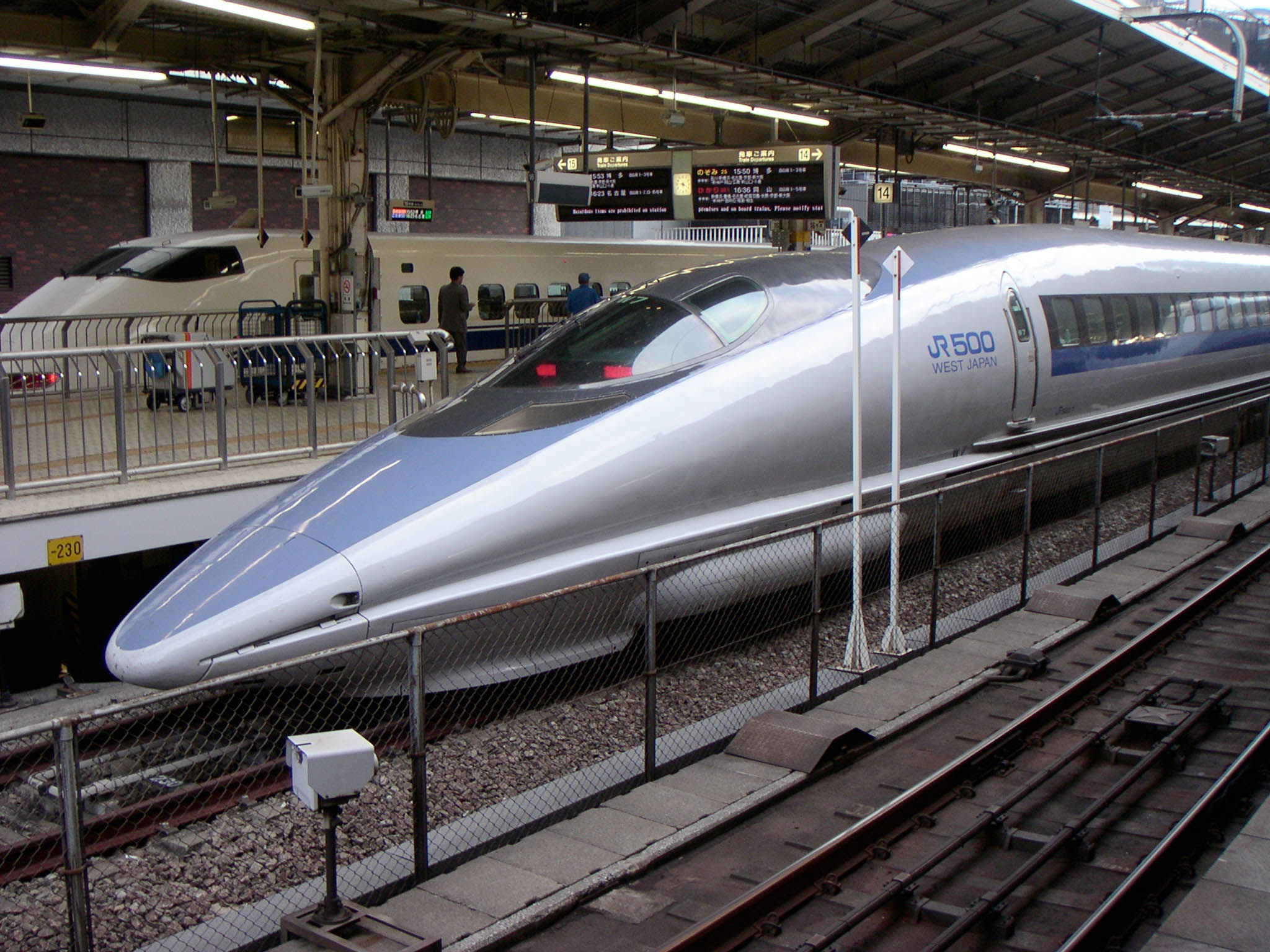
شينكانسن في محطة طوكيو

- نظام نقل متقدم يتضمن عدة طرق سريعة أو شبكة نقل ضخمة تتضمن وسائط متعددة من وسائل النقل كالمترو والسكك الحديدية[17] والعبارات والحافلات.
- وجود وسائل للنقل الجماعي والطرق المناسبة للشاحنات[18] والموانئ البحرية الرئيسية[19]
- وجود المطارات الدولية الرئيسية، التي تعد بمثابة محاور رئيسية تربط بين الدول المختلفة.
- وجود قاعدة اتصالات حديثة تمكّن الشركات الكبرى من الاعتماد عليها مثل الألياف البصرية وشبكات الواي فاي وخدمات الهاتف المحمول.
- الخدمات الصحية كالمستشفيات والمختبرات الطبية.

## دراسات حول المدن العالمية

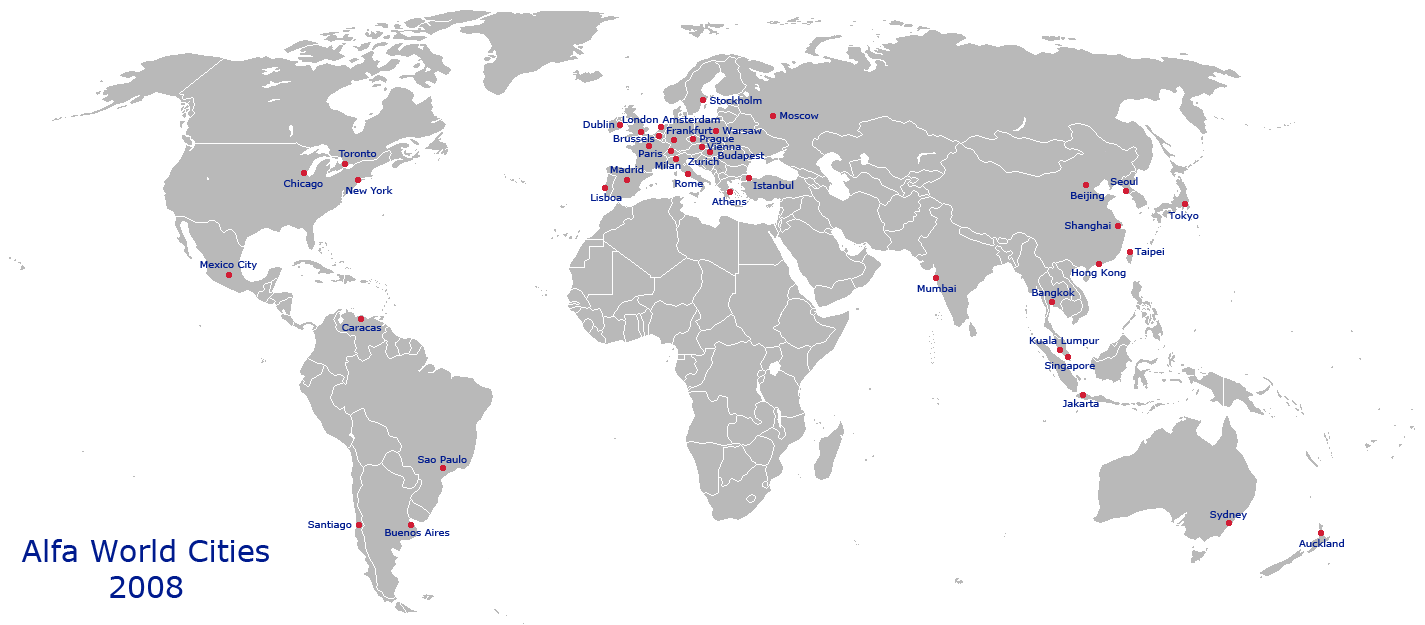
المدن ذات التصنيف (ألفا) عام 2008

واحدة من المحاولات الأولى لتحديد وتصنيف وترتيب المدن العالمية جرت في عام 1998 من قبل مجموعة دراسات العولمة والمدن العالمية (GaWC) التي يوجد مقرها في قسم الجغرافيا في جامعة لافبرو في المملكة المتحدة. والتي قامت بترتيب المدن على أساس توفير «الخدمات المنتجة المتقدمة» مثل المحاسبة والدعاية والتمويل والقوانين.. وصنّفت المجموعة ثلاثة مستويات من المدن العالمية. هذه القائمة عموما تحدد المدن التي توجد فيها مكاتب لبعض الشركات المتعددة الجنسيات وتوفر الخدمات المالية والخدمات الاستشارية بدلا من أن تدل على المراكز الثقافية والسياسية والاقتصادية الأخرى.
تقوم المجموعة بعمل ترتيب دوري كل أربع سنوات. التصنيف العالمي لعام 2004، أدخل العديد من المؤشرات الجديدة وأن كان يعتمد أكثر على الجوانب الاقتصادية أكثر من العوامل السياسية أو الثقافية. وعام 2008، استخدم المزيد من البيانات التي تم جمعها بواسطة الأكاديمية الصينية للعلوم الاجتماعية مع المحافظة على معايير عامي 2000 و2004. في عام 2008 تم فرز المدن المرشحة إلى:
- فئة «ألفا» (مع أربع فئات فرعية)
- فئة «بيتا» (ثلاث فئات فرعية)
- فئة «غاما» (ثلاث فئات فرعية)
- مدن ذات تواجد عالمي كثيف.

في الجدول التالي تصنيف عام 2008:
تصنيف ألفا ++:
- نيو يورك - لندن

تصنيف ألفا +:
- هونغ كونغ - باريس - سنغافورة - سيدني - طوكيو - شانغهاي - بكين - دبي

تصنيف ألفا:
- ميلان - مدريد - سيول - موسكو - بروكسل - تورنتو - مومباي - بوينس آيرس - كوالا لامبور

تصنيف ألفا –:
- وارسو - ساو باولو - جاكرتا - زيورخ - مكسيكو - دبلن - امستردام - بانكوك - تايبيه - روما - إسطنبول - لشبونة - شيكاغو - فرانكفورت - استوكهولم - فيينا - بودابست - أثينا - براغ - كراكاس - أوكلاند - سانتياغو

تصنيف بيتا +:
- ملبورن - برشلونة - لوس أنجلوس - جوهانسبرغ - مانيلا - بوجوتا - نيو دلهي - أتلانتا - واشنطون - تل أبيب - بوخارست - سان فرانسيسكو - هلسنكي - برلين - أوسلو - جنيف - الرياض - كوبنهاغن - هامبورغ

تصنيف بيتا:
- بنغالور، جدة، الكويت، لوكسمبورغ، ميونخ، كييف، دالاس، ليما، بوسطن، ميامي

تصنيف بيتا –:
- صوفيا - دوسلدورف - هيوستن - بيروت - قوانغتشو - نيقوسيا - كراتشي - مونتيفيديو - ريو دي جانيرو - نيروبي - براتسلافا - مونتريال - هو تشي منه - القاهرة

تصنيف جاما +:
- بنما - الدار البيضاء - تشيناي - بريزبان - كيوتو - شتوتغارت - دنفر - فانكوفر - زغرب - غواتيمالا - كيب تاون - سان خوسيه - لوبلانا - منيابولس - سانتو دومينغو - سياتل - المنامة - شينتشين

تصنيف جاما:
- غوادالاخارا - أنتورب - كلكتا - روتردام - لاغوس - فيلادلفيا - بيرث - عمان - مانشستر - ريغا - ديترويت - غواياكيول - ويلينغتون - بورتلاند

تصنيف جاما –:
- إدنبره - بورتو - تالين - سان سلفادور - سانت بطرسبرغ - بور لويس - سان دييغو - كالغاري - ألما آتا - برمنغهام - إسلام أباد - الدوحة - فيلنيوس - كولومبو